# Gerhard Sturmberger
Gerhard Sturmberger (Klagenfurt, 1º maggio 1940 – 13 gennaio 1991) è stato un calciatore austriaco, di ruolo difensore.

## Palmarès

### Club

#### Competizioni nazionali
- Campionato austriaco: 1

LASK Linz: 1964-1965
- Coppa d'Austria: 2

LASK Linz: 1964-1965
Rapid Vienna: 1975-1976